# Nicolás Gregorio Nava Rojas
Nicolás Gregorio Nava Rojas (* 8. Dezember 1963 in Maracaibo) ist ein venezolanischer Geistlicher und römisch-katholischer Bischof von Machiques.

## Leben
Nicolás Gregorio Nava Rojas studierte Philosophie und Katholische Theologie am Instituto Universitario Santa Rosa de Lima in Caracas und an der Päpstlichen Universität Xaveriana in Bogotá. Nava Rojas empfing am 22. Juli 1989 durch den Bischof von Cabimas, Roberto Lückert León, das Sakrament der Priesterweihe.
Nava Rojas wirkte zunächst als Pfarradministrator der Pfarrei San Antonio de Padua in El Consejo de Ciruma, bevor er Verantwortlicher für die Berufungspastoral im Bistum Cabimas und Pfarrer der Pfarrei Santo Niño Jesús in San Timoteo wurde. Von 1991 bis 1994 war er Subregens und Professor am Priesterseminar Santa Rosa de Lima in Caracas. 1994 erwarb Nicolás Gregorio Nava Rojas an der Päpstlichen Universität Xaveriana ein Lizenziat im Fach Religionspädagogik. Im selben Jahr wurde er Diözesanökonom und Verantwortlicher für die missionarische Pastoral. Von 1996 bis 1999 war Nava Rojas Pfarrer der Pfarrei San Antonio de Padua in El Consejo de Ciruma. Anschließend war er als Direktor des Convenio Ministerio de Educación und als Pfarrer der Pfarrei Nuestra Señora de Altagracia in Los Puertos de Altagracia tätig. Daneben lehrte er von 2006 bis 2009 am Priesterseminar Santo Tomás de Aquino in Maracaibo. Seit 2012 war Nicolás Gregorio Nava Rojas Generalvikar des Bistums Cabimas und Pfarrer der Pfarrei Sagrado Corazón de Jesús in Cabimas.
Am 19. Oktober 2019 ernannte ihn Papst Franziskus zum Bischof von Machiques. Der Bischof von Los Teques, Freddy Jesús Fuenmayor Suárez, spendete ihm am 14. Dezember desselben Jahres in der Kathedrale Nuestra Señora del Carmen in Machiques die Bischofsweihe; Mitkonsekratoren waren der Bischof von Cabimas, Ángel Francisco Caraballo Fermín, und der Erzbischof von Cumaná, Jesús González de Zárate Salas.